# Luis Santibáñez
Luis Alberto Santibáñez Díaz (né le 7 février 1936 à Antofagasta au Chili, et mort le 5 septembre 2008 à Santiago) est un entraîneur de football chilien.

## Biographie
Il dirige la sélection du Chili lors de la Copa América 1979, puis lors de la Coupe du monde 1982. Il atteint avec le Chili la finale de la Copa América 1979, en étant battu par le Paraguay.
Il entraîne plusieurs clubs au Chili et en Équateur, et entraîne même brièvement au Qatar.

## Palmarès

### Palmarès en sélection
Chili
- Copa América :
  - Finaliste : 1979.

### Palmarès en club
| Unión San Felipe - Championnat du Chili (1) : - Champion : 1971. |  | Unión Española - Championnat du Chili (3) : - Champion : 1973, 1975 et 1977. - Vice-champion : 1976. - Coupe du Chili : - Finaliste : 1977. - Copa Libertadores : - Finaliste : 1975. |  | Universidad Católica - Coupe du Chili : - Finaliste : 1982. |

| Barcelona - Championnat d'Équateur (1) : - Champion : 1985. - Vice-champion : 1986. |  | Deportivo Filanbanco - Championnat d'Équateur : - Vice-champion : 1987. |  | Deportivo Temuco - Championnat du Chili D2 (1) : - Champion : 1991. |